# Forum de São Paulo
Le Forum de São Paulo (en portugais : Foro de São Paulo, FSP) est une organisation sud-américaine qui rassemble des partis politiques et des organisations de gauche. Elle est créée en 1990, après une rencontre initiée par le Parti des travailleurs du Brésil, qui a invité d'autres partis et organisations d'Amérique latine et des Caraïbes à promouvoir des alternatives aux politiques néolibérales dominantes dans la région dans les années 1990 et à encourager une intégration ou coordination latino-américaine dans les domaines économique, politique et culturel.
Selon l'organisation, plus de 100 partis et organisations politiques de différents pays participent actuellement aux réunions. Les positions politiques varient au sein d'un large éventail, qui comprend les partis sociaux-démocrates, l'extrême gauche, les organisations communautaires, syndicales et sociales, la gauche chrétienne, les groupes ethniques et environnementaux, les organisations nationalistes et les partis communistes.
Depuis le premier Forum de São Paulo en 1990, le Forum s'est tenu tous les ans ou deux ans dans différents pays d'Amérique latine. Jusqu'en juillet 2017, il y a eu 23 réunions au total : Mexique (1991), Managua, Nicaragua (1992) ; La Havane, Cuba (1993) ; Montevideo, Uruguay (1995) ; San Salvador, El Salvador (1996) ; Porto Alegre, Brésil (1997) ; Mexico, Mexique (1998) ; Niquinohomo, Nicaragua (2000) ; La Havane (2001), Antigua, Antigua-et-Barbuda (2002) ; Quito, Équateur (2003) ; São Paulo (2005) ; San Salvador (2007) ; Montevideo (2008) ; Mexico (2009) , Buenos Aires, Argentine (2010) ; Managua (2011) ; Caracas, Venezuela (2012) ; São Paulo (2013), La Paz, Bolivie (2014), Mexico (2015), San Salvador (2016), Nicaragua (2017) et la Havane (2018).

## Historique
La première réunion s'est tenue du 1er au 4 juillet 1990 à l'hôtel Danúbio, aujourd'hui disparu, dans la ville de São Paulo, au Brésil et a pu réunir 48 partis et organisations de 14 pays d'Amérique latine et des Caraïbes, à l'invitation du Parti des travailleurs (PT). Ces organisations se sont réunies pour examiner la nouvelle situation internationale après la chute du mur de Berlin en 1989 et élaborer des stratégies pour affronter l'embargo américain à Cuba. La réunion s'intitule Réunion des partis et organisations de gauche d'Amérique latine et des Caraïbes[réf. souhaitée].
Lors de la réunion suivante, tenue à Mexico en 1991, avec la participation de 68 organisations et partis politiques de 22 pays, la situation et les perspectives de l'Amérique latine et des Caraïbes ont été examinées dans le contexte de la restructuration hégémonique internationale. À cette occasion, le nom Foro de São Paulo a été consacré.
Après cette réunion, le Forum a continué à se développer. L'année suivante, à La Havane (Cuba), 30 pays avaient déjà participé et le nombre de participants avait augmenté de façon exponentielle.

## Objectifs

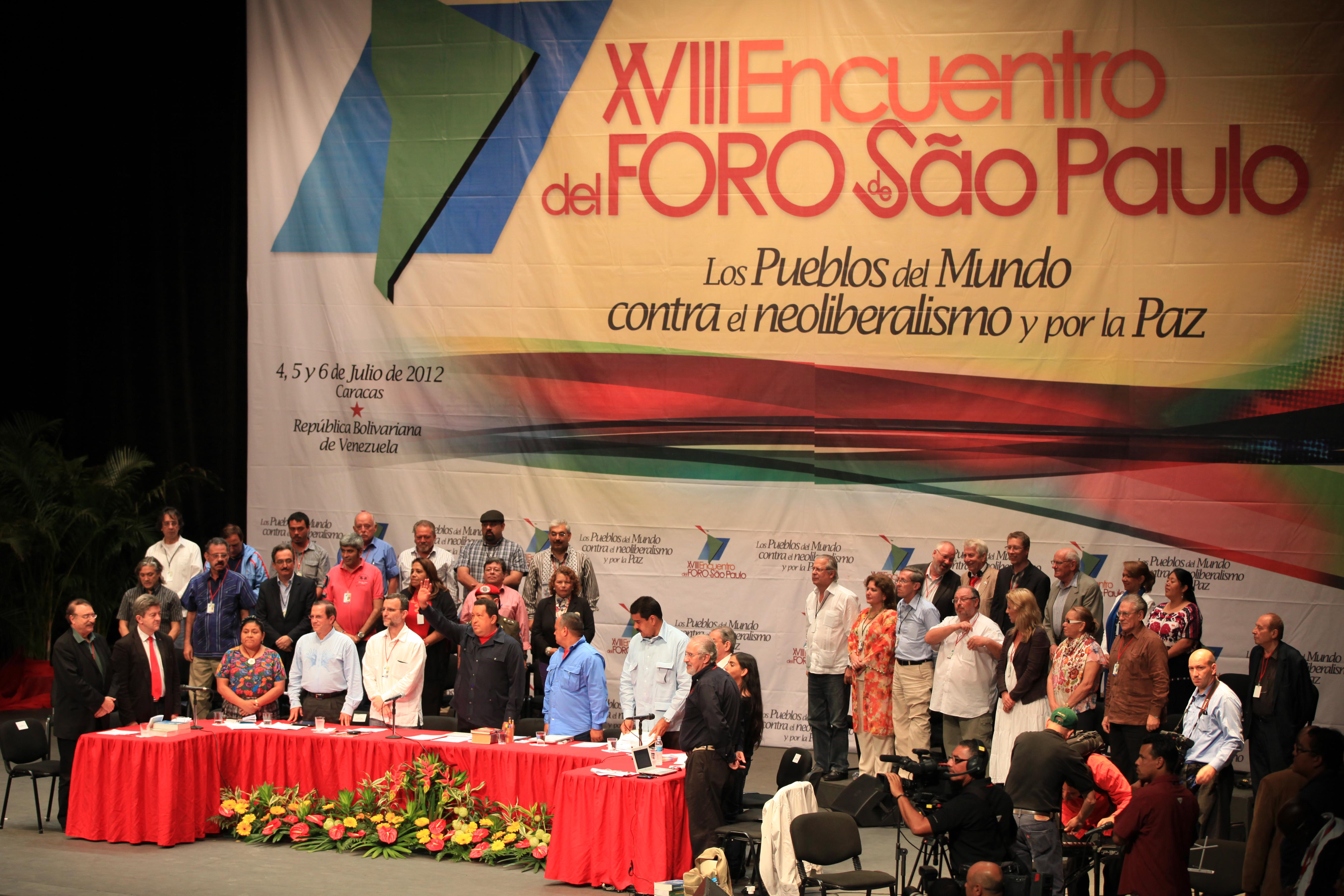
18e congrès du Foro de São Paulo, Caracas (Venezuela), 2012.

Les objectifs initiaux du Forum de São Paulo sont exprimés dans la Déclaration de São Paulo, un document qui a été approuvé à la fin de la première réunion, à São Paulo, en 1990. Le texte de ce document souligne que l'objectif du forum est d'approfondir le débat et de chercher à faire avancer des propositions pour l'unité d'action dans la lutte anti-impérialiste et populaire, de promouvoir des échanges spécialisés autour des problèmes économiques, politiques, sociaux et culturels auxquels la gauche fait face après la chute du mur de Berlin. Le document affirmait que la réunion était sans précédent en raison de son ampleur politique et de la participation des courants idéologiques les plus divers de la gauche.
Enfin, la déclaration dit trouver « le vrai visage de l'Empire » dans les nouvelles agressions contre Cuba et aussi contre la révolution sandiniste au Nicaragua, dans l'interventionnisme ouvert et le soutien au militarisme au Salvador, dans l'invasion militaire américaine et l'occupation du Panama, dans les projets et mesures prises pour militariser les zones andines d'Amérique latine sous le couvert de la lutte contre le « narco terrorisme ». Ainsi, les participants réaffirment-ils leur solidarité avec la révolution cubaine et la révolution sandiniste, ainsi que leur soutien aux tentatives de démilitarisation et à la solution politique à la guerre civile au Salvador, en plus de leur solidarité avec le peuple panaméen et avec les peuples andins qui « sont confrontés aux pressions militaristes de l'impérialisme ».
L'un des thèmes centraux prévus pour la réunion du Forum de São Paulo à Montevideo (22-25 mai 2008) était la demande de renégociation du traité binacional pour la création de la centrale hydroélectrique d'Itaipu. Le président paraguayen Fernando Lugo, membre de gauche du Forum de São Paulo, veut augmenter les recettes du Paraguay provenant de la centrale hydroélectrique d'Itaipu, comme le prévoit le traité de 1973 portant création de la centrale hydroélectrique.
En janvier 2010, le Parti de la gauche européenne - une large coalition de partis de gauche de la Communauté économique européenne - a exprimé, lors de l'ouverture de son troisième congrès, son intérêt pour le renforcement des liens avec le Forum de São Paulo.

## Fonctionnement
Le Forum n'a fonctionné sans groupe exécutif que lors de sa première édition. Lors de la deuxième réunion, tenue à Mexico en 1991, le groupe de travail a été créé, chargé de « consulter et de promouvoir des études et actions unitaires sur les accords du Forum ». Lors de la réunion tenue à Montevideo (1995), le secrétariat permanent du FSP a été créé.
La composition de ces organes est décidée à chaque réunion, ils sont composés d'organisations telles que : Parti des travailleurs (Brésil) ; Gauche unie (Pérou) ; Parti communiste de Cuba ; Parti de la révolution démocratique (Mexique) ; Mouvement Bolivie libre.
Les Forces armées révolutionnaires de Colombie (FARC) ont été exclues du Forum en 2002, après avoir abandonné les négociations pour un accord de paix en Colombie et pris le parti-pris des enlèvements, comme celui de la sénatrice Ingrid Betancourt, et du trafic de drogue pour financer leur cause Le groupe a essayé de participer à deux réunions ultérieures (en 2004 et 2008), mais sans succès . En 2008, sa présence a été interdite par le PT, qui occupait le secrétariat exécutif de l'entité.

## Critiques
En 1997, l'avocat José Carlos Graça Wagner a accusé le Forum d'être une organisation internationale qui visait la domination politique des pays d'Amérique latine, alléguant que la conférence réunissait des partis illégaux et des groupes terroristes liés au trafic international de drogue. Selon José Carlos Graça, le Forum vise à maintenir le castrisme à Cuba et l'étendre au continent, et pour cela, il utilise le Mouvement des sans-terre (MST) comme un fer de lance ,.
Dans un éditorial du 13 août 2013, le journal O Estado de S. Paulo, décrivant la réunion comme un forum anachronique, souligne que les pays participant au forum ont connu des performances économiques inférieures à celles de l'Alliance Pacifique. L'éditorial souligne également le fait que tous les pays participant au Forum « souffrent de la bureaucratie de l'appareil d'État » qui a affecté l'Union soviétique et ses satellites, et qui n'ont aucune perspective de réaliser une « véritable démocratie sociale et de masse ».
Les opposants au Forum de São Paulo soulignent principalement la participation de la guérilla colombienne FARC aux réunions de l'organisation, ainsi que d'autres groupes considérés comme des criminels par eux Parmi ces groupes qui s'opposent au Forum, on trouve des associations d'intellectuels libéraux comme UnoAmerica, organisation menée par Alejandro Peña Esclusa, du Venezuela ,,.
Avant une consultation sur le Forum de São Paulo, le ministre des Affaires étrangères de l'époque, José Serra, a affirmé que «le Brésil n'a pas besoin d'être présent au forum, car il n'est pas un pays de Cucaracha » .

## Participants

Carte montrant les pays membres du Forum de São Paulo en :
Pays ayant des membres au gouvernement
Pays ayant des membres qui ne sont pas au gouvernement

### Aux gouvernements
Les pays suivants sont à l'heure actuelle gouvernés par des membres du Forum de São Paulo : 
- Argentine - Alberto Fernández (Front de tous (2019-présent)
- Bolivie – Luis Arce (Mouvement vers le socialisme) (2020–présent)
- Chili – Gabriel Boric (Approbation dignité) (2022–présent)
- Colombie – Gustavo Petro (Pacte historique) (2022–présent)
- Cuba – Miguel Díaz-Canel (Parti communiste de Cuba) (2018–présent)
- République dominicaine – Luis Abinader (Parti révolutionnaire moderne) (2020–présent)
- Honduras – Xiomara Castro (Parti Liberté et refondation) (2022–présent)
- Mexique – Andrés Manuel López Obrador (Mouvement de régénération nationale) (2018–présent)
- Nicaragua – Daniel Ortega (Front sandiniste de libération nationale) (1979–1990, 2007–présent)
- Panama - Laurentino Cortizo (Parti révolutionnaire démocratique (2019-présent)
- Pérou - Pedro Castillo (avant de Pérou libre)(2021-présent)
- Sainte-Lucie – Philip Pierre (Parti travailliste de Sainte-Lucie) (2021–présent)
- Venezuela – Nicolás Maduro (Parti socialiste unifié du Venezuela) (2013–présent)

### Gouvernement aligné
Les partis de centre-gauche suivants, actuellement au gouvernement, même s'ils ne sont pas membres du forum, entretiennent de bonnes relations avec lui :
- Saint-Vincent-et-les-Grenadines – Parti travailliste uni (2001-présent)

### Dans l'opposition
Les pays suivants ont eu des membres du Forum de São Paulo comme principaux partis d'opposition dans leur parlements et/ou ont été la deuxième force électorale lors des dernières élections :
- Brésil – Parti des travailleurs (Brésil)
- République dominicaine – Parti de la libération dominicaine
- Uruguay – Front large.

### Anciens partis au pouvoir ou partenaires de coalition
- Argentine – 2003–2015 – Front pour la victoire, coalition avec la participation de l'aile gauche du Parti justicialiste
- Brésil – 2003–2016 – Parti des travailleurs (Brésil) (2010–2016 en tant que membre de la coalition Avec la force du peuple (en))
- Chili – 2000–2010, 2014–2018 – Nouvelle Majorité, coalition Parti socialiste du Chili, Gauche citoyenne and Parti communiste du Chili
- République dominicaine – 2004–2020 – Parti de la libération dominicaine
- Salvador – 2009–2019 – Front Farabundo Martí de libération nationale
- Pérou – 2011–2016 – Parti nationaliste péruvien, coalition avec participation de l'aile gauche de la faction du Parti communiste péruvien et du Parti socialiste du Pérou (en) dans la  coalition Pérou Gagne (en).
- Uruguay – 2005–2020 – Front large